# Caius Parellada i Cardellach
Caius Parellada i Cardellach (Barcelona, 13 d'octubre de 1911 - 16 de juny de 2003) fou un historiador i jurista català.

## Biografia
Nascut a Barcelona el 13 d'octubre del 1911, en el si d'una família burgesa de Barcelona, el seu pare era advocat, mentre que la seva mare provenia d'una família de notaris i juristes de Terrassa. Va estudiar a les escoles Montessori i Blanquerna, i el batxillerat al col·legi de La Salle Bonanova. De petit, el seu pare va ser nomenat diputat per Vilafranca, fet que provocà que assistís a actes polítics i assemblees. Durant aquest període va despertar el seu interès per la lectura.
Es va llicenciar en dret a la Universitat de Barcelona, exercint durant uns quants anys d'advocat en un despatx de la ciutat comtal. Posteriorment aprovaria les oposicions a l'ajuntament barceloní, on va treballar fins que es va jubilar.
Durant tota la seva vida va practicar la recerca històrica, també llegint i estudiant els autors clàssics catalans: literatura, poesia i història. A més, va estudiar música, solfeig i piano -fou alumne de la pianista Blanca Selva- i ell mateix compongué música i poesia (amb alguna obra publicada i altres d'inèdites).
De jove, a través de familiars i amics més grans que ell, com Enric Mitjana de Las Doblas, se sentí motivat per la temàtica colombina, influenciat pels treballs i les publicacions del professor i historiador peruà Luis Ulloa des de París i les seves conferències a Barcelona; s'hi va afeccionar, i va dedicar-hi bona part de la seva vida, tractant el tema principalment des d'un punt de vista jurídic. Fou soci cofundador del Centre d'Estudis Colombins de Barcelona, a partir de la publicació del seu primer llibre d'assaig sobre el tema: "Colom venç Colombo. La vera naturalesa catalana del descobridor del Nou Món" (Aleu&Domingo, Barcelona 1987).

## Historiografia colombina
Els seus dos primers llibres sobre el possible origen català del descobridor del Nou Món aportaven proves sobre la procedència de Colom (el seu llenguatge, les seves relacions, les seves cartes amb l'administració catalana i amb els reis, etc.). Seguidor d'Ulloa i investigador a l'Arxiu Reial de Barcelona, escriu el 1985 que al dirigir-se Colom als Reis Catòlics com els meus senyors naturals reconeix que era súbdit seu. No era una expressió normal, i l'antecedent més proper es troba en un discurs del rei Martí l'Humà a les Corts de Perpinyà de 1406.
A Colom venç Colombo, Parellada destrià les figures de Cristòfor Colom i Cristoforo Colombo, defensant que no podien ser la mateixa persona.
A Cristòfor Colom i Catalunya: una relació indefugible l'autor argumenta la vinculació de Colom amb Catalunya.
A Corona d'Aragó, denominació impròpia de l'estat Català medieval, a la formació i evolució de la monarquia catalana, explica el suposat equívoc històric derivat de la utilització reiterada del nom "Corona d'Aragó" per a designar -després de la Guerra de Successió i a partir del segle XVIII- la realitat política i la història de la Catalunya medieval, desdibuixant-les i esborrant-les.
Parellada afirma que la nomenclatura Corona d'Aragó per a designar l'Arxiu Reial de Barcelona (l'actualment anomenat Arxiu de la Corona d'Aragó), va ser imposada a partir de 1714 (després de la Guerra de Successió, amb l'adveniment de la monarquia borbònica), i que en tot Europa s'usaven les expressions totam nationenm cathalanorum, regnum Cathalonie, i fins i tot el rei Ferran II distingia els habitants dels seus regnes entre ...tam catalanorum quam castellanorum. També que tota la Cancelleria Reial era la catalana, que els reis usaven per autoanomenar-se la numeració catalana, i que en Ramon Berenguer obtingué el Regne d'Aragó doblement, primer per donació del rei Ramir i després per donació dels tres ordes militars (el 16 d'octubre de 1140 amb l'orde del Sant Sepulcre de Jerusalem i amb l'Orde de l'Hospital, i en novembre del 1143 amb el Temple), que eren les autèntiques hereves del rei Alfons.

## Obres
- Enlluernament, Barcelona 1948, Torrell de Reus.
- Colom venç Colombo, Vera Naturalesa Catalana Del Descubridor Del Nou Món. Barna 1987 Aleu & Domingo.DL B. 24717-1985
- Cristòfor Colom i Catalunya: una relació indefugible, Barcelona, 1992, ISBN 84-7279-494-6
- La Monarquia catalana medieval:el regne de Catalunya:(el Principat i els regnes), Barcelona :[l'autor], 1999
- Corona d'Aragó, denominació impròpia de l'estat Català medieval, Rafael Dalmau Editor, Barcelona, 2002, ISBN 978-84-232-0654-4.[11]